# Makrelen
De makrelen (Scombridae) zijn een familie baarsachtige straalvinnige vissen waartoe de makreel, tonijn en bonito behoren. Als zodanig is deze familie vissen van groot belang voor de commerciële visserij. De familie telt in totaal ongeveer 55 soorten, verdeeld over 15 geslachten.

## Kenmerken
Scombridae hebben twee rugvinnen, een serie vinnen tussen de achterste rugvin en aarsvin en de staart. De basis van de staart is slank. De makrelen verschillen zeer in grootte: de eilandmakreel wordt 20 cm lang, terwijl de blauwvintonijn tot 4,5 meter kan worden.

## Leefwijze
Scombridae zijn over het algemeen vleeseters die zich voeden met andere vissen. Ze zijn in staat behoorlijk hard te zwemmen.

## Soorten
volgens Fishbase zijn er ongeveer vijftig soorten in 15 geslachten.
De onderverdeling in onderfamilies en geslachtengroepen is volgens ITIS:
Onderfamilie Gasterochismatinae Lahille, 1903
- Geslacht Gasterochisma

Onderfamilie Scombrinae Bonaparte, 1831
- Geslachtengroep Sardini Jordan and Evermann, 1896
  - Geslacht Cybiosarda Whitley, 1935
  - Geslacht Gymnosarda Gill, 1862
  - Geslacht Orcynopsis Gill, 1862
  - Geslacht Sarda Cuvier, 1829
- Geslachtengroep Scomberomorini Starks, 1910
  - Geslacht Acanthocybium Gill, 1862
  - Geslacht Grammatorcynus Gill, 1862
  - Geslacht Scomberomorus[3] Lacépède, 1801
- Geslachtengroep Scombrini Bonaparte, 1831
  - Geslacht Rastrelliger Jordan and Starks in Jordan and Dickerson, 1908
  - Geslacht Scomber Linnaeus, 1758
- Geslachtengroep Thunnini Starks, 1910
  - Geslacht Allothunnus Serventy, 1948
  - Geslacht Auxis Cuvier, 1829
  - Geslacht Euthynnus Lütken in Jordan and Gilbert, 1883
  - Geslacht Katsuwonus Kishinouye, 1915
  - Geslacht Thunnus (Tonijn) South, 1845